# Николај Салос Псковски
Свети Николај је живео животом јурода у граду Пскову у време цара Ивана Грозног. Умро је 28. фебруара (13. марта) 1576. године.
Српска православна црква слави га 28. фебруара по црквеном, а 13. марта по грегоријанском календару.